# Stauseeholz

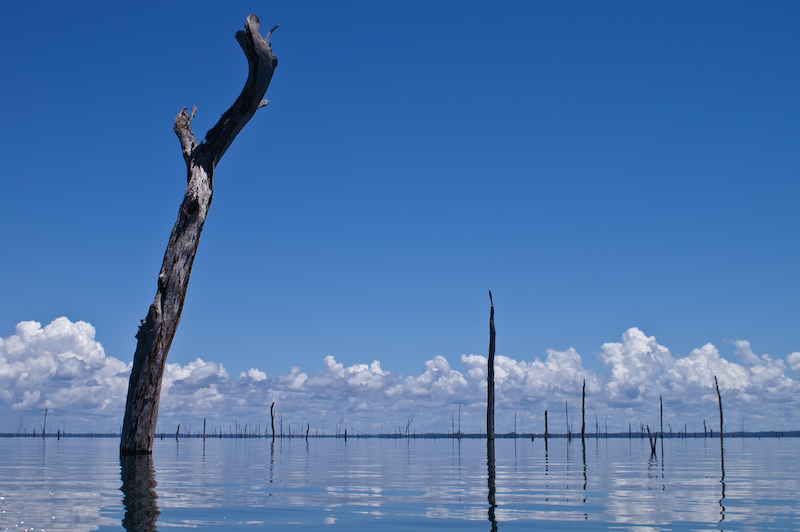
Stauseeholz, hohe Bäume ragen aus dem Wasser

Als Stauseeholz wird das Holz von Bäumen bezeichnet, die von einem Stausee überflutet wurden. Die abgestorbenen, im Wasser stehenden Baumstämme sind durch den fehlenden Kontakt zur Luft gut konserviert und können selbst nach Jahrzehnten unter Wasser mit speziellen Sägen geerntet und als Nutzholz verwendet werden. Der Begriff Stauseeholz bezeichnet ein Handelssortiment im internationalen Holzhandel und schließt viele meist tropische Holzarten mit ein.

## Weltweites Vorkommen
Weltweit gibt es über 45.000 Stauseen mit einer Tiefe von mindestens 15 Metern. Viele von ihnen sind über bewaldete Gebiete gestaut, schätzungsweise gibt es ca. 35.000 km² Wald in Stauseen. Das mögliche Erntevolumen der überfluteten Wälder wird auf ca. 500 Mio. m³ Holz geschätzt. Ein wichtiger Stausee für die Stauseeholzernte ist der Brokopondo-Stausee in Suriname. Er hat eine Fläche von ca. 1.560 km² und sein nutzbares Holzvolumen wird auf über 10 Mio. m³ geschätzt.

## Ernte

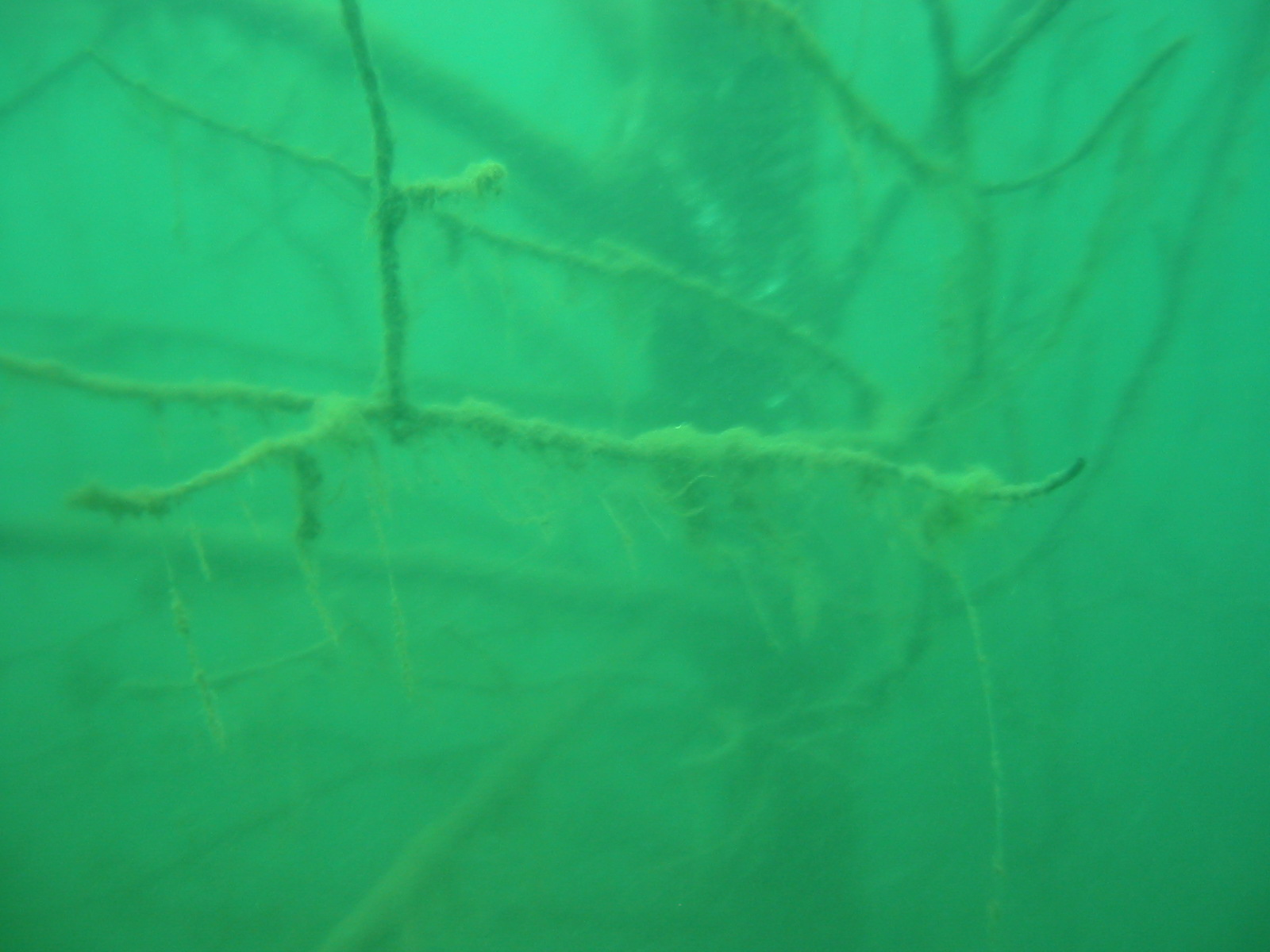
Ein überschwemmter Baum

Die Ernte von Stauseeholz ist kostspielig, da die Fällung und Bergung der Stämme sehr aufwendig ist. Meist geschieht dies motormanuell durch Taucher mit hydraulischen Kettensägen. Der Stamm wird mit Auftriebskörpern versehen und mit Seilen gesichert, damit er nicht auf den Grund des Sees sinkt. Im trüben Wasser viele Meter unter der Wasseroberfläche herrschen auch mit Taucherlampen äußerst schlechte Sichtbedingungen. Neben der sehr abenteuerlichen Fällmethode sind die Taucher weiteren Gefahren durch Alligatoren und Schlangen ausgesetzt.
Außer der motormanuellen Unterwasserholzernte gibt es maschinelle Ernteverfahren, bei denen Tauchroboter und Schwimmkräne eingesetzt werden.
Häufig werden in den Tropen selektiv spezielle Bäume einer bestimmten Art geerntet. Bei der Holzernte im Stausee hingegen wird beim Einschlag kaum auf die Baumart geachtet und eher flächenweise geerntet. Die Sortierung nach Holzart findet dann beim Einschnitt im Sägewerk statt. Mit der Ernte wird zugleich oftmals einer zu starken organischen Belastung der Seen entgegengewirkt. Ziel ist es, die Wasserqualität nachhaltig zu verbessern und den ökologischen Schaden des Stausees einzudämmen.

## Verarbeitung

### Einschnitt
Der Einschnitt des Holzes sollte bald nach der Ernte erfolgen. In der Regel geschieht dies direkt am Ufer des Stausees, um lange Transportwege des schweren Holzes zu vermeiden.
Das Sägewerk am Brokopondo-Stausee wurde extra für den Einschnitt des Stauseeholzes gegründet. Dort wird das Holz mit Bandsägen älterer Bauart eingeschnitten. Auf hochtechnische Maschinen wird verzichtet, damit die Arbeiter vor Ort Instandhaltungsarbeiten und Reparaturen selbstständig übernehmen können.

### Trocknung
Durch die lange Wasserlagerung lässt sich das Stauseeholz schneller und einfacher trocknen als frisch gefälltes Holz. Trocknungsrisse treten bei Stauseeholz aufgrund der Spannungsverluste bei der Wasserlagerung weniger auf als bei frisch gefälltem Holz.

### Produkte
Stauseeholz kann vielseitig genutzt werden, je nach Holzart ist es gut für den Außenbereich geeignet und kann z. B. für Terrassendielen und Gartenmöbel verwendet werden. Im Innenausbau findet es zum Beispiel Verwendung als Parkett und Massivholzdielen. Prinzipiell ist jedes herkömmliche Anwendungsgebiet von Holz auch für Stauseeholz denkbar.

## Holzqualität
Die Holzqualität von Stauseeholz kann mit der Holzqualität der gleichen Holzart aus Naturwäldern verglichen werden.
Mehrere Untersuchungen haben gezeigt, dass die Originaleigenschaften der Holzarten bei Stauseeholz weitestgehend erhalten sind. Es wurden sogar Verbesserungen beim Stehvermögen (Dimensionsstabilität) und dem Trocknungsverhalten beobachtet. Das kann durch die jahrzehntelange Süßwasserlagerung begründet werden, bei der sich die natürlichen Wuchsspannungen im Laufe der Jahre abgebaut haben.

## Handel
Stauseeholz unterliegt unabhängig von der Holzart keinen Handelsbeschränkungen. Das bietet dem Handel eine attraktive Chance zum Handel mit Holzarten, die durch das Washingtoner Artenschutzübereinkommen CITES nicht mehr oder nur eingeschränkt gehandelt werden dürfen. Als Stauseeholz gehandelte Holzarten sind beispielsweise Pakoeli, Garapa, Massaranduba, Andiroba, Greenheart, Walaba oder Teak.

## Umwelteinflüsse
Stauseen werden häufig ohne Rücksicht auf die vorhandene Vegetation angelegt. Im 20. Jahrhundert hat man riesige Gebiete des Tropischen Regenwaldes überflutet, ohne vorher das Holz zu ernten. Heute steckt in diesem vorhandenen, gut konservierten Holzvorrat der Stauseen ein großes Potential, um Naturwälder zu schonen.
Die Unterwasserernte hat einige Vorteile gegenüber der konventionellen Holzernte in den Tropen. Es müssen keine Rückewege und Waldstraßen angelegt werden, Fällschäden am bestehenden Baumbestand finden nicht statt, landlebende Wildtiere werden nicht gestört, Jagdreviere der indigenen Bevölkerung werden nicht verletzt, und es kommt nicht zu Bodenverdichtung durch schwere Maschinen. Nicht zu vergessen sind allerdings die ökologischen Veränderungen und Beeinträchtigungen von Natur, Landschaft und indigener Bevölkerung, die der zuvor  angelegte Stausee bereits hervorgerufen hatte.
Ein weiteres Argument für die Nutzung des Stauseeholzes ist, dass bei der Zersetzung von Holz im Wasser klimaschädliche Faulgase wie Methan entstehen. Diese können sich langfristig nicht nur negativ auf die Atmosphäre, sondern auch auf die Flora und Fauna des Gewässers auswirken.